# Missisquoi (ancienne circonscription fédérale)
Pour les articles homonymes, voir Missisquoi.
Missisquoi fut une circonscription électorale fédérale de la Montérégie et de l'Estrie dans le sud du Québec, représentée de 1867 à 1924, de 1966 à 1970 et de 1976 à 1983.
C'est l'Acte de l'Amérique du Nord britannique de 1867 qui créa ce qui fut appelé le district électoral de Missisquoi. Abolie en 1924, elle fut fusionnée à la circonscription de Brome—Missisquoi.
Recréée en 1966 avec des parties de Brome—Missisquoi, Saint-Jean—Iberville—Napierville et Stanstead. Elle fut renommée Brome—Missisquoi en 1970.
Elle réapparut une troisième fois en 1976, à partir de l'ancienne circonscription de Brome—Missisquoi, avant de reprendre l'ancien nom.

## Géographie
En 1892, la circonscription de Missisquoi comprenait :
- les paroisses de Saint-Thomas-de-Foucault, Saint-Georges-de-Clarenceville, Saint-Armand-Est, Saint-Armand-Ouest, Saint-Ignace-de-Stanbridge et de Lacolle ;
- les villages de Clarenceville, Frelighsburg, Philipsburg, Stanbridge, Bedford, Dunham, Cowansville et Sweetsburg ;
- la municipalité de Stanbridge Station ;
- le canton de Dunham et l'ouest du canton de Farnham ;
- la ville de Farnham.

En 1903, la paroisse de Lacolle fut transférée dans la circonscription de Saint-Jean—Iberville. Les paroisses de Notre-Dame-de-Stanbridge et de Notre-Dame-des-Anges-de-Stanbridge furent transférées de Saint-Jean—Iberville à Missisquoi

## Députés
1. 1867-1870 — Brown Chamberlin, Conservateur
2. 1870¹-1874 — George B. Baker, Libéral-conservateur
3. 1874-1878 — William Donahue, Libéral
4. 1878-1887 — George B. Baker, Libéral-conservateur (2)
5. 1887-1888 — George Clayes, Libéral
6. 1888¹-1891 — Daniel Bishop Meigs, Libéral
7. 1891-1896 — George B. Baker, Libéral-conservateur (3)
8. 1896-1911 — Daniel Bishop Meigs, Libéral (2)
9. 1911-1925 — William Frederic Kay, Libéral

Circonscription de Brome—Missisquoi de 1925 à 1968
1. 1968-1972 — Yves Forest, Libéral

Circonscription de Brome—Missisquoi de 1972 à 1979
1. 1979-1980 — Heward Grafftey, Progressiste-conservateur
2. 1980-1984 — André Bachand, Libéral

Circonscription de Brome—Missisquoi
¹ = Élections partielles